# Jim Ryun
James Ronald "Jim" Ryun, född 29 april 1947 i Wichita i Kansas, är en amerikansk före detta friidrottare och politiker.
Ryun blev olympisk silvermedaljör på 1 500 meter vid sommarspelen 1968 i Mexico City. Han satte 1967 ett världsrekord på 3.33,10 på 1 500 meter, ett rekord som stod sig fram till 1974.
Efter olympiska sommarspelen 1972 blev Ryun proffs och tävlade i två år på International Track Associations friidrottsturneringar. Han slutade sedan tävla och drev Jim Ryun Sports, ett PR-företag som arrangerade idrottsläger och höll motivationsföreläsningar.
Han representerade mellan 1996 och 2007 delstaten Kansas och det republikanska partiet i USA:s representanthus.